# زرافه نوبه‌ای
زرافه نوبه‌ای (نام علمی: Giraffa camelopardalis camelopardalis) نام یک زیرگونه از گونه زرافه است.